# Danilo Santarsiero
Danilo Santarsiero (Milano, 30 marzo 1979) è un ex bobbista italiano.

## Biografia
Nato nel 1979 a Milano, ma originario di Vieste, in provincia di Foggia, ha iniziato a praticare il bob nel 2002, a 23 anni.
Il 17 dicembre 2006 ha ottenuto un podio in Coppa del Mondo, un 3º posto dietro Russia e Lettonia a Lake Placid, negli Stati Uniti, nel bob a quattro insieme a Giordani, Tosini e Turri. 
Nel 2007 e 2008 ha preso parte ai Mondiali, nel primo caso a St. Moritz nel bob a quattro, insieme a Giordani, Tosini e Turri, terminando 19º in 4'24"24, nel secondo caso ad Altenberg, partecipando sia al bob a due con Fabrizio Tosini, ottenendo un 15º posto con il tempo di 3'45"49, sia nel bob a quattro insieme a De Sanctis, Romanini e Tosini, arrivando 14º in 3'41"38.
A 30 anni ha partecipato ai Giochi olimpici di Vancouver 2010, nella gara a quattro insieme a Simone Bertazzo, Samuele Romanini e Mirko Turri, chiudendo 9º con il tempo totale di 3'26"25.
Ai campionati italiani ha vinto la medaglia d'oro nel bob a quattro nel 2007.
Ha chiuso la carriera nel 2011, a 32 anni.